# Надгробни споменик Радосаву Лазовићу у селу Луке
Надгробни споменик Радосаву Лазовићу (†1908) у селу Луке (Општина Ивањица) подигнут је на Лазовића гробљу у центру села Луке. Подигао га је Љубомир Лазовић свом брату Радосаву који је по свој прилици убијен.

## Опис споменика
Надгробник од пешчара у облику стуба надвишеног обрнутим крстом. У лучно надсвођеној ниши уклесан је текст епитафа који се наставља на десној бочној страни. Испод натписа приказани су чекићи − симболи покојниковог занимања.
У крацима крста уклесан је натпис ИС ХР НИКА − „Христос побеђује”, а у центру флорални мотив у форми мандорле. Декоративан утисак споменика појачан је орнаментом у виду фриза састављеног од стилизованог лишћа и цвећа.
Споменик је добро очуван, осим што је површина камена прекривена патином и лишајем. У урезима слова делимично су очувани остаци првобитне полихромије. 

## Епитаф
Натпис гласи:
РАДОСАВ ЛАЗОВИЋ
Рођ. 26. марта 1884.
а умре 27. септембра 1908. год.
Најлепши цветак овога света
што Мајку срета
пакошћу злобних људи
прерано у овом гробу прецвета.
Твоја дела бисерна су зрна
што их срце тугом гаси,
зато ти брат
каменом гроб краси.
Ожалошћени брат Љубомир.